# Primera C 2023 (Argentina)
Il campionato di Primera C 2023 (chiamato anche con il nome ufficiale di Campeonato de Primera División C 2023) è stata la 91ª edizione del campionato di quarta divisione argentino riservato alle squadre direttamente affiliate alla AFA.
Al torneo hanno preso parte 19 squadre, tra cui le due neopromosse Yupanqui (che ha vinto il campionato di Primera D 2021 e che ha debuttato in Primera C) e il J.J. de Urquiza (che tornato in Primera C dopo la sua ultima partecipazione nell'edizione del torneo 1995-1996).
Con decisione del 4 gennaio 2023, la AFA ha deciso, a partire dalla stagione successiva, di unire la presente categoria con la Primera D. Per tale motivo, il regolamento di questa edizione del campionato non ha previsto alcuna retrocessione. Con lo scopo, quindi, di arrivare a ben 22 squadre nel prossimo campionato di Primera B, la AFA ha quindi determinato in ben 6 le squadre che hanno ottenuto la promozione in questo campionato.

## Formato

### Campionato
Il torneo è stato strutturato con un girone di andata e di ritorno, in cui tutte le squadre hanno affrontato le avversarie una volta in casa e una in trasferta. Al termine del campionato, la squadra prima classificata ha ottenuto il titolo di campione, acquisendo in tal modo la promozione diretta in Primera B, insieme alla seconda e alla terza classificata. Le squadre classificatesi tra il 4º e l'11º posto hanno disputato un Torneo reducido per determinare la quarta squadra ad ottenere la promozione in Primera B. Data la necessità di arrivare a 22 squadre nel successivo campionato di Primera B, la AFA ha deciso di aumentare a 6 le squadre promosse in quest'ultima categoria.
Come già ricordato, non vi sono state retrocessioni in Primera D, dato che tale categoria verrà incorporata nella Primera C a partire dalla prossima stagione. Tuttavia, le ultime due squadre in classifica non potranno ottenere la promozione nella categoria superiore nel prossimo campionato di Primera C.

### Qualificazioni alla Coppa Argentina 2024
Ad ottenere la qualificazione alla Copa Argentina 2024 sono state la squadra vincitrice del campionato, le due squadre meglio classificate dopo la squadra campione e la squadra vincitrice del Torneo reducido.

## Squadre partecipanti
| Club                | Città             | Stadio                          |
| ------------------- | ----------------- | ------------------------------- |
| Atlas               | General Rodríguez | Ricardo Puga                    |
| Berazategui         | Berazategui       | Norman Lee                      |
| Central Córdoba     | Rosario           | Gabino Sosa                     |
| Claypole            | Claypole          | Rodolfo Capocasa                |
| Deportivo Español   | Buenos Aires      | Nueva España                    |
| Deportivo Laferrere | Laferrere         | Ciudad de Laferrere             |
| Excursionistas      | Buenos Aires      | Excursionistas                  |
| Ferrocarril Midland | Libertad          | Enrique Sexto                   |
| General Lamadrid    | Buenos Aires      | Ciudad de Libertad              |
| J.J. de Urquiza     | Loma Hermosa      | Ramón Roque Martín              |
| Leandro N. Alem     | General Rodríguez | Leandro N. Alem                 |
| Liniers             | San Justo         | Juan Antonio Arias              |
| Luján               | Luján             | Municipal de la Ciudad de Luján |
| Puerto Nuevo        | Campana           | Rubén Carlos Vallejos           |
| Real Pilar          | Pilar             | Carlos Barraza                  |
| San Martín          | Burzaco           | Francisco Boga                  |
| Sportivo Italiano   | Ciudad Evita      | República de Italia             |
| Victoriano Arenas   | Valentín Alsina   | Saturnino Moure                 |
| Yupanqui            | Ciudad Evita      | Yupanqui                        |

## Classifica
| Pos. | Squadra             | Pt | G  | V  | N  | P  | GF | GS | DR  |
| ---- | ------------------- | -- | -- | -- | -- | -- | -- | -- | --- |
| 1.   | Excursionistas      | 64 | 36 | 18 | 10 | 8  | 52 | 32 | +20 |
| 2.   | San Martín (B)      | 64 | 36 | 19 | 7  | 10 | 55 | 44 | +11 |
| 3.   | Dep. Laferrere      | 61 | 36 | 18 | 7  | 11 | 39 | 26 | +13 |
| 4.   | Liniers             | 60 | 36 | 17 | 9  | 10 | 40 | 30 | +10 |
| 5.   | Ferrocarril Midland | 59 | 36 | 17 | 8  | 11 | 52 | 41 | +11 |
| 6.   | Sp. Italiano        | 58 | 36 | 16 | 10 | 10 | 39 | 32 | +7  |
| 7.   | J.J. de Urquiza     | 57 | 36 | 17 | 6  | 13 | 44 | 31 | +13 |
| 8.   | Claypole            | 56 | 36 | 15 | 11 | 10 | 38 | 25 | +13 |
| 9.   | Gen. Lamadrid       | 53 | 36 | 15 | 8  | 13 | 44 | 41 | +3  |
| 10.  | Atlas               | 50 | 36 | 14 | 8  | 14 | 47 | 42 | +5  |
| 11.  | Real Pilar          | 50 | 36 | 14 | 8  | 14 | 36 | 36 | 0   |
| 12.  | Luján               | 49 | 36 | 13 | 10 | 13 | 31 | 27 | +4  |
| 13.  | Dep. Español        | 49 | 36 | 13 | 10 | 13 | 40 | 37 | +3  |
| 14.  | Berazategui         | 44 | 36 | 12 | 8  | 16 | 38 | 42 | -4  |
| 15.  | Central Córdoba (R) | 41 | 36 | 9  | 14 | 13 | 28 | 37 | -9  |
| 16.  | Leandro N. Alem     | 36 | 36 | 9  | 9  | 18 | 24 | 40 | -16 |
| 17.  | Puerto Nuevo        | 34 | 36 | 8  | 10 | 18 | 29 | 47 | -18 |
| 18.  | Victoriano Arenas   | 31 | 36 | 7  | 10 | 19 | 26 | 53 | -27 |
| 19.  | Yupanqui            | 25 | 36 | 6  | 7  | 23 | 23 | 62 | -39 |

Legenda
      Squadra campione, promossa direttamente in Primera B, e qualificata per la Copa Argentina 2024.
      Squadre promosse direttamente in Primera B e qualificate per la Copa Argentina 2024.
      Squadre qualificate per il Torneo reducido per la quarta promozione, ma che successivamente hanno ottenuto la promozione diretta.
      Squadre partecipanti al Torneo reducido per la quarta promozione, il cui vincitore ha ottenuto la qualifica alla Copa Argentina 2024.
      Squadre che non avranno il diritto di ottenere la promozione nella stagione successiva.
Note
Fonte: AFA
3 punti per la vittoria, 1 punto per il pareggio.
A parità di punti valgono i seguenti criteri:
1a) Spareggio (solo per determinare la vincente del campionato o la squadra retrocessa);
1b) differenza reti; 2
2) gol fatti;
3) punti negli scontri diretti;
4) differenza reti negli scontri diretti;
5) gol fatti negli scontri diretti.

## Risultati

### Girone di andata
| Dep. Español    | 3 - 0           | Yupanqui          | 27.1.2023       | Gral. Lamadrid     | 1 - 1              | Central Cba (R)    | 3.2.2023           | Berazategui          | 1 - 0                | Laferrere            | 10.2.2023            |
| Sp. Italiano    | 0 - 0           | Atlas             | 27.1.2023       | San Martín (B)     | 0 - 0              | Liniers            | 4.2.2023           | Sp. Italiano         | 2 - 1                | Victoriano Arenas    | 11.2.2023            |
| Real Pilar      | 0 - 1           | Laferrere         | 27.1.2023       | Laferrere          | 0 - 1              | Luján              | 4.2.2023           | Central Cba (R)      | 0 - 1                | JJ Urquiza           | 11.2.2023            |
| Berazategui     | 0 - 1           | Leandro N. Alem   | 28.1.2023       | Victoriano Arenas  | 2 - 1              | Berazategui        | 4.2.2023           | Real Pilar           | 2 - 2                | San Martín (B)       | 11.2.2023            |
| Liniers         | 2 - 1           | Excursionistas    | 28.1.2023       | Atlas              | 0 - 3              | Dep. Español       | 4.2.2023           | Claypole             | 1 - 0                | Atlas                | 12.2.2023            |
| JJ Urquiza      | 2 - 0           | Gral. Lamadrid    | 28.1.2023       | Puerto Nuevo       | 2 - 2              | Midland            | 4.2.2023           | Liniers              | 2 - 1                | Gral. Lamadrid       | 12.2.2023            |
| Luján           | 0 - 0           | Victoriano Arenas | 29.1.2023       | Leandro N. Alem    | 0 - 1              | Sp. Italiano       | 5.2.2023           | Midland              | 1 - 1                | Yupanqui             | 12.2.2023            |
| Central Cba (R) | 1 - 2           | San Martín (B)    | 29.1.2023       | Yupanqui           | 2 - 3              | Claypole           | 5.2.2023           | Dep. Español         | 1 - 2                | Leandro N. Alem      | 13.2.2023            |
| Claypole        | 3 - 0           | Puerto Nuevo      | 29.1.2023       | Excursionistas     | 1 - 2              | Real Pilar         | 5.2.2023           | Luján                | 0 - 1                | Excursionistas       | 13.2.2023            |
| Riposa: Midland | Riposa: Midland | Riposa: Midland   | Riposa: Midland | Riposa: JJ Urquiza | Riposa: JJ Urquiza | Riposa: JJ Urquiza | Riposa: JJ Urquiza | Riposa: Puerto Nuevo | Riposa: Puerto Nuevo | Riposa: Puerto Nuevo | Riposa: Puerto Nuevo |

| Leandro N. Alem         | 0 - 2                   | Claypole                | 17.2.2023               | Berazategui      | 0 - 1            | San Martín (B)    | 24.2.2023        | Excursionistas    | 1 - 0           | Dep. Español    | 3.3.2023        |
| San Martín (B)          | 2 - 0                   | Luján                   | 18.2.2023               | Liniers          | 1 - 0            | Central Cba (R)   | 25.2.2023        | JJ Urquiza        | 1 - 3           | Luján           | 4.3.2023        |
| Victoriano Arenas       | 0 - 2                   | Dep. Español            | 18.2.2023               | Midland          | 1 - 0            | Leandro N. Alem   | 25.2.2023        | San Martín (B)    | 2 - 1           | Sp. Italiano    | 4.3.2023        |
| Atlas                   | 1 - 2                   | Midland                 | 18.2.2023               | Claypole         | 2 - 0            | Victoriano Arenas | 26.2.2023        | Laferrere         | 1 - 0           | Claypole        | 4.3.2023        |
| Yupanqui                | 1 - 0                   | Puerto Nuevo            | 18.2.2023               | Sp. Italiano     | 0 - 0            | Excursionistas    | 26.2.2023        | Victoriano Arenas | 1 - 2           | Midland         | 4.3.2023        |
| JJ Urquiza              | 0 - 1                   | Liniers                 | 18.2.2023               | Puerto Nuevo     | 0 - 2            | Atlas             | 27.2.2023        | Atlas             | 3 - 0           | Yupanqui        | 4.3.2023        |
| Excursionistas          | 0 - 3                   | Berazategui             | 19.2.2023               | Dep. Español     | 0 - 0            | Laferrere         | 27.2.2023        | Central Cba (R)   | 2 - 1           | Real Pilar      | 5.3.2023        |
| Laferrere               | 4 - 0                   | Sp. Italiano            | 19.2.2023               | Luján            | 3 - 2            | Gral. Lamadrid    | 27.2.2023        | Gral. Lamadrid    | 3 - 0           | Berazategui     | 5.3.2023        |
| Gral. Lamadrid          | 1 - 1                   | Real Pilar              | 21.2.2023               | Real Pilar       | 1 - 2            | JJ Urquiza        | 27.2.2023        | Leandro N. Alem   | 0 - 1           | Puerto Nuevo    | 6.3.2023        |
| Riposa: Central Cba (R) | Riposa: Central Cba (R) | Riposa: Central Cba (R) | Riposa: Central Cba (R) | Riposa: Yupanqui | Riposa: Yupanqui | Riposa: Yupanqui  | Riposa: Yupanqui | Riposa: Liniers   | Riposa: Liniers | Riposa: Liniers | Riposa: Liniers |

| Puerto Nuevo  | 0 - 1         | Victoriano Arenas | 10.3.2023     | Central Cba (R)    | 1 - 1              | Berazategui        | 15.3.2023          | Sp. Italiano            | 2 - 2                   | Central Cba (R)         | 18.3.2023               |
| Claypole      | 1 - 0         | Excursionistas    | 10.3.2023     | JJ Urquiza         | 1 - 0              | Sp. Italiano       | 15.3.2023          | Atlas                   | 4 - 0                   | Victoriano Arenas       | 19.3.2023               |
| Dep. Español  | 2 - 3         | San Martín (B)    | 10.3.2023     | Liniers            | 1 - 2              | Luján              | 15.3.2023          | Puerto Nuevo            | 0 - 1                   | Excursionistas          | 19.3.2023               |
| Sp. Italiano  | 2 - 0         | Gral. Lamadrid    | 10.3.2023     | Gral. Lamadrid     | 0 - 2              | Dep. Español       | 15.3.2023          | Claypole                | 4 - 0                   | Gral. Lamadrid          | 19.3.2023               |
| Berazategui   | 2 - 2         | JJ Urquiza        | 10.3.2023     | San Martín (B)     | 0 - 0              | Claypole           | 15.3.2023          | Luján                   | 4 - 0                   | Real Pilar              | 19.3.2023               |
| Luján         | 1 - 0         | Central Cba (R)   | 10.3.2023     | Victoriano Arenas  | 0 - 0              | Yupanqui           | 15.3.2023          | Midland                 | 1 - 0                   | San Martín (B)          | 19.3.2023               |
| Midland       | 2 - 1         | Laferrere         | 10.3.2023     | Leandro N. Alem    | 1 - 2              | Atlas              | 15.3.2023          | Yupanqui                | 1 - 3                   | Laferrere               | 20.3.2023               |
| Yupanqui      | 1 - 4         | Leandro N. Alem   | 11.3.2023     | Excursionistas     | 1 - 4              | Midland            | 15.3.2023          | Berazategui             | 0 - 1                   | Liniers                 | 20.3.2023               |
| Real Pilar    | 0 - 0         | Liniers           | 11.3.2023     | Laferrere          | 1 - 3              | Puerto Nuevo       | 15.3.2023          | Dep. Español            | 0 - 1                   | JJ Urquiza              | 21.3.2023               |
| Riposa: Atlas | Riposa: Atlas | Riposa: Atlas     | Riposa: Atlas | Riposa: Real Pilar | Riposa: Real Pilar | Riposa: Real Pilar | Riposa: Real Pilar | RIposa: Leandro N. Alem | RIposa: Leandro N. Alem | RIposa: Leandro N. Alem | RIposa: Leandro N. Alem |

| Central Cba (R)   | 0 - 2         | Dep. Español    | 25.3.2023     | Puerto Nuevo              | 0 - 4                     | Gral. Lamadrid            | 1.4.2023                  | Gral. Lamadrid      | 3 - 0               | Yupanqui            | 7.4.2023            |
| Gral. Lamadrid    | 2 - 2         | Midland         | 25.3.2023     | Sp. Italiano              | 1 - 0                     | Real Pilar                | 1.4.2023                  | Luján               | 0 - 0               | Sp. Italiano        | 8.4.2023            |
| San Martín (B)    | 0 - 2         | Puerto Nuevo    | 25.3.2023     | Atlas                     | 1 - 1                     | Excursionistas            | 2.4.2023                  | Liniers             | 1 - 0               | Claypole            | 8.4.2023            |
| Excursionistas    | 3 - 1         | Yupanqui        | 25.3.2023     | Claypole                  | 0 - 0                     | Central Cba (R)           | 2.4.2023                  | Central Cba (R)     | 2 - 1               | Midland             | 8.4.2023            |
| Victoriano Arenas | 2 - 0         | Leandro N. Alem | 25.3.2023     | Dep. Español              | 1 - 4                     | Liniers                   | 2.4.2023                  | San Martín (B)      | 2 - 1               | Atlas               | 8.4.2023            |
| Real Pilar        | 1 - 0         | Berazategui     | 25.3.2023     | Berazategui               | 1 - 0                     | Luján                     | 2.4.2023                  | Excursionistas      | 2 - 0               | Leandro N. Alem     | 8.4.2023            |
| Laferrere         | 2 - 1         | Atlas           | 25.3.2023     | Midland                   | 1 - 2                     | JJ Urquiza                | 2.4.2023                  | Real Pilar          | 0 - 0               | Dep. Español        | 8.4.2023            |
| Liniers           | 1 - 2         | Sp. Italiano    | 26.3.2023     | Yupanqui                  | 0 - 2                     | San Martín (B)            | 3.4.2023                  | JJ Urquiza          | 0 - 1               | Puerto Nuevo        | 9.4.2023            |
| JJ Urquiza        | 0 - 0         | Claypole        | 27.3.2023     | Leandro N. Alem           | 0 - 2                     | Laferrere                 | 5.4.2023                  | Laferrere           | 3 - 2               | Victoriano Arenas   | 9.4.2023            |
| Riposa: Luján     | Riposa: Luján | Riposa: Luján   | Riposa: Luján | Riposa: Victoriano Arenas | Riposa: Victoriano Arenas | Riposa: Victoriano Arenas | Riposa: Victoriano Arenas | Riposa: Berazategui | Riposa: Berazategui | Riposa: Berazategui | Riposa: Berazategui |

| Sp. Italiano      | 1 - 0             | Berazategui       | 14.4.2023         | Berazategui          | 2 - 0                | Dep. Español         | 21.4.2023            | Victoriano Arenas      | 1 - 1                  | Gral. Lamadrid         | 29.4.2023              |
| Victoriano Arenas | 1 - 1             | Excursionistas    | 15.4.2023         | Central Cba (R)      | 2 - 0                | Yupanqui             | 22.4.2023            | Laferrere              | 1 - 3                  | San Martín (B)         | 29.4.2023              |
| Atlas             | 1 - 1             | Gral. Lamadrid    | 16.4.2023         | Luján                | 1 - 1                | Claypole             | 23.4.2023            | Atlas                  | 4 - 1                  | Central Cba (R)        | 30.4.2023              |
| Yupanqui          | 0 - 3             | JJ Urquiza        | 16.4.2023         | Liniers              | 2 - 0                | Puerto Nuevo         | 23.4.2023            | Puerto Nuevo           | 1 - 3                  | Real Pilar             | 30.4.2023              |
| Puerto Nuevo      | 1 - 1             | Central Cba (R)   | 16.4.2023         | San Martín (B)       | 4 - 2                | Victoriano Arenas    | 23.4.2023            | Dep. Español           | 1 - 0                  | Sp. Italiano           | 30.4.2023              |
| Dep. Español      | 1 - 0             | Luján             | 16.4.2023         | Real Pilar           | 1 - 2                | Midland              | 24.4.2023            | Midland                | 0 - 1                  | Luján                  | 30.4.2023              |
| Midland           | 2 - 2             | Liniers           | 16.4.2023         | JJ Urquiza           | 0 - 1                | Atlas                | 24.4.2023            | Leandro N. Alem        | 0 - 3                  | JJ Urquiza             | 2.5.2023               |
| Claypole          | 0 - 0             | Real Pilar        | 17.4.2023         | Gral. Lamadrid       | 1 - 0                | Leandro N. Alem      | 25.4.2023            | Yupanqui               | 1 - 1                  | Liniers                | 2.5.2023               |
| Leandro N. Alem   | 2 - 0             | San Martín (B)    | 18.4.2023         | Excursionistas       | 0 - 0                | Laferrere            | 25.4.2023            | Claypole               | 0 - 1                  | Berazategui            | 2.5.2023               |
| Riposa: Laferrere | Riposa: Laferrere | Riposa: Laferrere | Riposa: Laferrere | Riposa: Sp. Italiano | Riposa: Sp. Italiano | Riposa: Sp. Italiano | Riposa: Sp. Italiano | Riposa: Excursionistas | Riposa: Excursionistas | Riposa: Excursionistas | Riposa: Excursionistas |

| Sp. Italiano         | 3 - 0                | Claypole             | 6.5.2023             | Excursionistas         | 5 - 1                  | Gral. Lamadrid         | 12.5.2023              | Sp. Italiano     | 2 - 0            | Puerto Nuevo      | 19.5.2023        |
| Berazategui          | 0 - 1                | Midland              | 6.5.2023             | Victoriano Arenas      | 0 - 0                  | Central Cba (R)        | 13.5.2023              | Central Cba (R)  | 1 - 0            | Laferrere         | 20.5.2023        |
| Central Cba (R)      | 1 - 0                | Leandro N. Alem      | 6.5.2023             | Atlas                  | 2 - 1                  | Real Pilar             | 13.5.2023              | Berazategui      | 0 - 2            | Yupanqui          | 21.5.2023        |
| Gral. Lamadrid       | 1 - 0                | Laferrere            | 6.5.2023             | Puerto Nuevo           | 3 - 1                  | Berazategui            | 13.5.2023              | Luján            | 1 - 2            | Atlas             | 21.5.2023        |
| Real Pilar           | 2 - 0                | Yupanqui             | 6.5.2023             | Midland                | 1 - 0                  | Sp. Italiano           | 13.5.2023              | Real Pilar       | 1 - 0            | Leandro N. Alem   | 21.5.2023        |
| Liniers              | 2 - 1                | Atlas                | 7.5.2023             | Laferrere              | 2 - 0                  | JJ Urquiza             | 13.5.2023              | Liniers          | 2 - 1            | Victoriano Arenas | 21.5.2023        |
| Luján                | 0 - 0                | Puerto Nuevo         | 7.5.2023             | Leandro N. Alem        | 1 - 0                  | Liniers                | 15.5.2023              | JJ Urquiza       | 1 - 1            | Excursionistas    | 21.5.2023        |
| JJ Urquiza           | 3 - 0                | Victoriano Arenas    | 7.5.2023             | Yupanqui               | 0 - 1                  | Luján                  | 15.5.2023              | Gral. Lamadrid   | 2 - 4            | San Martín (B)    | 21.5.2023        |
| San Martín (B)       | 1 - 1                | Excursionistas       | 7.5.2023             | Claypole               | 4 - 2                  | Dep. Español           | 15.5.2023              | Dep. Español     | 1 - 1            | Midland           | 22.5.2023        |
| Riposa: Dep. Español | Riposa: Dep. Español | Riposa: Dep. Español | Riposa: Dep. Español | Riposa: San Martín (B) | Riposa: San Martín (B) | Riposa: San Martín (B) | Riposa: San Martín (B) | Riposa: Claypole | Riposa: Claypole | Riposa: Claypole  | Riposa: Claypole |

| 19ª giornata           | 19ª giornata | 19ª giornata    | 19ª giornata |
| Squadra                | R            | Squadra         | Data         |
| ---------------------- | ------------ | --------------- | ------------ |
| Excursionistas         | 2 - 0        | Central Cba (R) | 27.5.2023    |
| Puerto Nuevo           | 1 - 1        | Dep. Español    | 28.5.2023    |
| San Martín (B)         | 2 - 0        | JJ Urquiza      | 29.5.2023    |
| Victoriano Arenas      | 1 - 1        | Real Pilar      | 29.5.2023    |
| Leandro N. Alem        | 0 - 0        | Luján           | 29.5.2023    |
| Atlas                  | 1 - 1        | Berazategui     | 29.5.2023    |
| Yupanqui               | 2 - 1        | Sp. Italiano    | 29.5.2023    |
| Midland                | 0 - 1        | Claypole        | 29.5.2023    |
| Laferrere              | 1 - 0        | Liniers         | 29.5.2023    |
| Riposa: Gral. Lamadrid |              |                 |              |

### Girone di ritorno
| Yupanqui          | 0 - 1           | Dep. Español    | 2.6.2023        | Central Cba (R)    | 3 - 1              | Gral. Lamadrid     | 10.6.2023          | Excursionistas       | 1 - 0                | Luján                | 16.6.2023            |
| Puerto Nuevo      | 0 - 1           | Claypole        | 3.6.2023        | Real Pilar         | 2 - 3              | Excursionistas     | 10.6.2023          | Yupanqui             | 1 - 0                | Midland              | 17.6.2023            |
| Victoriano Arenas | 0 - 0           | Luján           | 3.6.2023        | Sp. Italiano       | 1 - 1              | Leandro N. Alem    | 10.6.2023          | Atlas                | 2 - 1                | Claypole             | 18.6.2023            |
| Atlas             | 1 - 0           | Sp. Italiano    | 4.6.2023        | Liniers            | 1 - 0              | San Martín (B)     | 12.6.2023          | Laferrere            | 0 - 1                | Berazategui          | 18.6.2023            |
| Laferrere         | 2 - 0           | Real Pilar      | 4.6.2023        | Luján              | 1 - 0              | Laferrere          | 12.6.2023          | Victoriano Arenas    | 0 - 3                | Sp. Italiano         | 19.6.2023            |
| San Martín (B)    | 2 - 0           | Central Cba (R) | 4.6.2023        | Berazategui        | 1 - 0              | Victoriano Arenas  | 12.6.2023          | San Martín (B)       | 1 - 1                | Real Pilar           | 19.6.2023            |
| Gral. Lamadrid    | 2 - 1           | JJ Urquiza      | 4.6.2023        | Claypole           | 3 - 0              | Yupanqui           | 12.6.2023          | Gral. Lamadrid       | 2 - 1                | Liniers              | 19.6.2023            |
| Leandro N. Alem   | 2 - 2           | Berazategui     | 5.6.2023        | Dep. Español       | 1 - 1              | Atlas              | 13.6.2023          | JJ Urquiza           | 1 - 0                | Central Cba (R)      | 19.6.2023            |
| Excursionistas    | 3 - 0           | Liniers         | 5.6.2023        | Midland            | 2 - 1              | Puerto Nuevo       | 13.6.2023          | Leandro N. Alem      | 2 - 0                | Dep. Español         | 20.6.2023            |
| Riposa: Midland   | Riposa: Midland | Riposa: Midland | Riposa: Midland | Riposa: JJ Urquiza | Riposa: JJ Urquiza | Riposa: JJ Urquiza | Riposa: JJ Urquiza | Riposa: Puerto Nuevo | Riposa: Puerto Nuevo | Riposa: Puerto Nuevo | Riposa: Puerto Nuevo |

| Luján                   | 0 - 1                   | San Martín (B)          | 24.6.2023               | Victoriano Arenas | 1 - 2            | Claypole         | 1.7.2023         | Berazategui     | 0 - 1           | Gral. Lamadrid    | 8.7.2023        |
| Sp. Italiano            | 1 - 0                   | Laferrere               | 24.6.2023               | San Martín (B)    | 1 - 1            | Berazategui      | 1.7.2023         | Real Pilar      | 0 - 2           | Central Cba (R)   | 8.7.2023        |
| Claypole                | 0 - 0                   | Leandro N. Alem         | 24.6.2023               | Central Cba (R)   | 0 - 0            | Liniers          | 1.7.2023         | Luján           | 0 - 1           | JJ Urquiza        | 8.7.2023        |
| Real Pilar              | 0 - 1                   | Gral. Lamadrid          | 24.6.2023               | Atlas             | 0 - 0            | Puerto Nuevo     | 2.7.2023         | Yupanqui        | 0 - 0           | Atlas             | 8.7.2023        |
| Liniers                 | 3 - 1                   | JJ Urquiza              | 25.6.2023               | JJ Urquiza        | 2 - 0            | Real Pilar       | 2.7.2023         | Dep. Español    | 2 - 1           | Excursionistas    | 9.7.2023        |
| Dep. Español            | 1 - 1                   | Victoriano Arenas       | 25.6.2023               | Laferrere         | 0 - 0            | Dep. Español     | 2.7.2023         | Claypole        | 1 - 1           | Laferrere         | 9.7.2023        |
| Puerto Nuevo            | 1 - 1                   | Yupanqui                | 25.6.2023               | Gral. Lamadrid    | 0 - 0            | Luján            | 4.7.2023         | Midland         | 3 - 1           | Victoriano Arenas | 9.7.2023        |
| Midland                 | 4 - 3                   | Atlas                   | 25.6.2023               | Excursionistas    | 1 - 1            | Sp. Italiano     | 4.7.2023         | Sp. Italiano    | 0 - 4           | San Martín (B)    | 10.7.2023       |
| Berazategui             | 2 - 1                   | Excursionistas          | 26.6.2023               | Leandro N. Alem   | 0 - 2            | Midland          | 5.7.2023         | Puerto Nuevo    | 3 - 0           | Leandro N. Alem   | 10.7.2023       |
| Riposa: Central Cba (R) | Riposa: Central Cba (R) | Riposa: Central Cba (R) | Riposa: Central Cba (R) | Riposa: Yupanqui  | Riposa: Yupanqui | Riposa: Yupanqui | Riposa: Yupanqui | Riposa: Liniers | Riposa: Liniers | Riposa: Liniers   | Riposa: Liniers |

| Leandro N. Alem   | 1 - 0         | Yupanqui      | 14.7.2023     | Dep. Español       | 1 - 0              | Gral. Lamadrid     | 18.7.2023          | San Martín (B)          | 3 - 2                   | Midland                 | 22.7.2023               |
| Victoriano Arenas | 0 - 0         | Puerto Nuevo  | 14.7.2023     | Claypole           | 0 - 1              | San Martín (B)     | 18.7.2023          | Victoriano Arenas       | 2 - 1                   | Atlas                   | 23.7.2023               |
| San Martín (B)    | 2 - 0         | Dep. Español  | 14.7.2023     | Puerto Nuevo       | 0 - 1              | Laferrere          | 18.7.2023          | Laferrere               | 0 - 0                   | Yupanqui                | 23.7.2023               |
| Gral. Lamadrid    | 0 - 1         | Sp. Italiano  | 14.7.2023     | Yupanqui           | 1 - 0              | Victoriano Arenas  | 18.7.2023          | Excursionistas          | 2 - 1                   | Puerto Nuevo            | 23.7.2023               |
| Central Cba (R)   | 1 - 1         | Luján         | 14.7.2023     | Atlas              | 3 - 1              | Leandro N. Alem    | 18.7.2023          | Gral. Lamadrid          | 2 - 0                   | Claypole                | 23.7.2023               |
| Liniers           | 1 - 0         | Real Pilar    | 14.7.2023     | Berazategui        | 1 - 1              | Central Cba (R)    | 19.7.2023          | JJ Urquiza              | 0 - 1                   | Dep. Español            | 23.7.2023               |
| Laferrere         | 3 - 1         | Midland       | 14.7.2023     | Sp. Italiano       | 2 - 1              | JJ Urquiza         | 19.7.2023          | Liniers                 | 1 - 2                   | Berazategui             | 23.7.2023               |
| Excursionistas    | 1 - 0         | Claypole      | 14.7.2023     | Luján              | 0 - 1              | Liniers            | 19.7.2023          | Real Pilar              | 1 - 0                   | Luján                   | 23.7.2023               |
| JJ Urquiza        | 2 - 1         | Berazategui   | 15.7.2023     | Midland            | 0 - 0              | Excursionistas     | 19.7.2023          | Central Cba (R)         | 0 - 0                   | Sp. Italiano            | 24.7.2023               |
| Riposa: Atlas     | Riposa: Atlas | Riposa: Atlas | Riposa: Atlas | Riposa: Real Pilar | Riposa: Real Pilar | Riposa: Real Pilar | Riposa: Real Pilar | Riposa: Leandro N. Alem | Riposa: Leandro N. Alem | Riposa: Leandro N. Alem | Riposa: Leandro N. Alem |

| Claypole        | 1 - 1         | JJ Urquiza        | 29.7.2023     | Laferrere                 | 1 - 1                     | Leandro N. Alem           | 5.8.2023                  | Sp. Italiano        | 1 - 2               | Luján               | 19.8.2023           |
| Puerto Nuevo    | 2 - 2         | San Martín (B)    | 29.7.2023     | Excursionistas            | 4 - 2                     | Atlas                     | 5.8.2023                  | Atlas               | 3 - 2               | San Martín (B)      | 19.8.2023           |
| Leandro N. Alem | 1 - 0         | Victoriano Arenas | 29.7.2023     | Gral. Lamadrid            | 2 - 0                     | Puerto Nuevo              | 5.8.2023                  | Claypole            | 1 - 1               | Liniers             | 20.8.2023           |
| Berazategui     | 1 - 2         | Real Pilar        | 30.7.2023     | Real Pilar                | 1 - 1                     | Sp. Italiano              | 5.8.2023                  | Puerto Nuevo        | 0 - 2               | JJ Urquiza          | 20.8.2023           |
| Sp. Italiano    | 1 - 0         | Liniers           | 30.7.2023     | Luján                     | 1 - 1                     | Berazategui               | 5.8.2023                  | Yupanqui            | 0 - 0               | Gral. Lamadrid      | 20.8.2023           |
| Atlas           | 0 - 1         | Laferrere         | 30.7.2023     | San Martín (B)            | 2 - 3                     | Yupanqui                  | 6.8.2023                  | Dep. Español        | 0 - 1               | Real Pilar          | 21.8.2023           |
| Dep. Español    | 1 - 1         | Central Cba (R)   | 31.7.2023     | JJ Urquiza                | 1 - 0                     | Midland                   | 6.8.2023                  | Midland             | 1 - 1               | Central Cba (R)     | 21.8.2023           |
| Midland         | 0 - 1         | Gral. Lamadrid    | 31.7.2023     | Central Cba (R)           | 0 - 0                     | Claypole                  | 6.8.2023                  | Leandro N. Alem     | 0 - 0               | Excursionistas      | 21.8.2023           |
| Yupanqui        | 1 - 2         | Excursionistas    | 31.7.2023     | Liniers                   | 2 - 2                     | Dep. Español              | 6.8.2023                  | Victoriano Arenas   | 0 - 1               | Laferrere           | 21.8.2023           |
| Riposa: Luján   | Riposa: Luján | Riposa: Luján     | Riposa: Luján | Riposa: Victoriano Arenas | Riposa: Victoriano Arenas | Riposa: Victoriano Arenas | Riposa: Victoriano Arenas | Riposa: Berazategui | Riposa: Berazategui | Riposa: Berazategui | Riposa: Berazategui |

| San Martín (B)    | 1 - 0             | Leandro N. Alem   | 25.8.2023         | Yupanqui             | 0 - 1                | Central Cba (R)      | 2.9.2023             | JJ Urquiza             | 0 - 0                  | Leandro N. Alem        | 9.9.2023               |
| Liniers           | 0 - 1             | Midland           | 26.8.2023         | Victoriano Arenas    | 2 - 1                | San Martín (B)       | 2.9.2023             | Real Pilar             | 2 - 0                  | Puerto Nuevo           | 9.9.2023               |
| Real Pilar        | 1 - 0             | Claypole          | 26.8.2023         | Midland              | 1 - 2                | Real Pilar           | 3.9.2023             | Sp. Italiano           | 2 - 0                  | Dep. Español           | 9.9.2023               |
| Berazategui       | 0 - 1             | Sp. Italiano      | 26.8.2023         | Dep. Español         | 2 - 3                | Berazategui          | 4.9.2023             | San Martín (B)         | 1 - 3                  | Laferrere              | 9.9.2023               |
| Gral. Lamadrid    | 1 - 0             | Atlas             | 27.8.2023         | Claypole             | 1 - 0                | Luján                | 4.9.2023             | Liniers                | 2 - 1                  | Yupanqui               | 10.9.2023              |
| JJ Urquiza        | 3 - 0             | Yupanqui          | 27.8.2023         | Atlas                | 2 - 1                | JJ Urquiza           | 4.9.2023             | Luján                  | 0 - 1                  | Midland                | 10.9.2023              |
| Central Cba (R)   | 0 - 3             | Puerto Nuevo      | 27.8.2023         | Puerto Nuevo         | 0 - 0                | Liniers              | 4.9.2023             | Gral. Lamadrid         | 2 - 0                  | Victoriano Arenas      | 11.9.2023              |
| Luján             | 1 - 1             | Dep. Español      | 27.8.2023         | Laferrere            | 1 - 1                | Excursionistas       | 4.9.2023             | Central Cba (R)        | 1 - 0                  | Atlas                  | 11.9.2023              |
| Excursionistas    | 3 - 0             | Victoriano Arenas | 28.8.2023         | Leandro N. Alem      | 1 - 1                | Gral. Lamadrid       | 5.9.2023             | Berazategui            | 1 - 1                  | Claypole               | 11.9.2023              |
| Riposa: Laferrere | Riposa: Laferrere | Riposa: Laferrere | Riposa: Laferrere | Riposa: Sp. Italiano | Riposa: Sp. Italiano | Riposa: Sp. Italiano | Riposa: Sp. Italiano | Riposa: Excursionistas | Riposa: Excursionistas | Riposa: Excursionistas | Riposa: Excursionistas |

| Claypole             | 2 - 0                | Sp. Italiano         | 16.9.2023            | Dep. Español           | 0 - 1                  | Claypole               | 22.9.2023              | Excursionistas    | 2 - 0            | JJ Urquiza       | 29.9.2023        |
| Yupanqui             | 0 - 1                | Real Pilar           | 16.9.2023            | Central Cba (R)        | 0 - 1                  | Victoriano Arenas      | 23.9.2023              | San Martín (B)    | 1 - 0            | Gral. Lamadrid   | 29.9.2023        |
| Excursionistas       | 4 - 0                | San Martín (B)       | 16.9.2023            | Real Pilar             | 0 - 1                  | Atlas                  | 23.9.2023              | Puerto Nuevo      | 1 - 1            | Sp. Italiano     | 1.10.2023        |
| Puerto Nuevo         | 1 - 2                | Luján                | 17.9.2023            | Sp. Italiano           | 2 - 2                  | Midland                | 23.9.2023              | Victoriano Arenas | 2 - 1            | Liniers          | 1.10.2023        |
| Atlas                | 0 - 0                | Liniers              | 17.9.2023            | Gral. Lamadrid         | 3 - 0                  | Excursionistas         | 24.9.2023              | Atlas             | 1 - 3            | Luján            | 2.10.2023        |
| Victoriano Arenas    | 1 - 1                | JJ Urquiza           | 17.9.2023            | JJ Urquiza             | 0 - 1                  | Laferrere              | 24.9.2023              | Laferrere         | 1 - 0            | Central Cba (R)  | 2.10.2023        |
| Laferrere            | 1 - 0                | Gral. Lamadrid       | 17.9.2023            | Liniers                | 1 - 0                  | Leandro N. Alem        | 24.9.2023              | Midland           | 0 - 1            | Dep. Español     | 2.10.2023        |
| Midland              | 3 - 0                | Berazategui          | 17.9.2023            | Luján                  | 2 - 1                  | Yupanqui               | 25.9.2023              | Yupanqui          | 2 - 6            | Berazategui      | 3.10.2023        |
| Leandro N. Alem      | 2 - 2                | Central Cba (R)      | 18.9.2023            | Berazategui            | 0 - 1                  | Puerto Nuevo           | 25.9.2023              | Leandro N. Alem   | 0 - 2            | Real Pilar       | 3.10.2023        |
| Riposa: Dep. Español | Riposa: Dep. Español | Riposa: Dep. Español | Riposa: Dep. Español | Riposa: San Martín (B) | Riposa: San Martín (B) | Riposa: San Martín (B) | Riposa: San Martín (B) | Riposa: Claypole  | Riposa: Claypole | Riposa: Claypole | Riposa: Claypole |

| 38ª giornata           | 38ª giornata | 38ª giornata      | 38ª giornata |
| Squadra                | R            | Squadra           | Data         |
| ---------------------- | ------------ | ----------------- | ------------ |
| JJ Urquiza             | 4 - 0        | San Martín (B)    | 10.10.2023   |
| Central Cba (R)        | 0 - 2        | Excursionistas    | 10.10.2023   |
| Liniers                | 2 - 0        | Laferrere         | 10.10.2023   |
| Real Pilar             | 3 - 0        | Victoriano Arenas | 10.10.2023   |
| Luján                  | 0 - 1        | Leandro N. Alem   | 10.10.2023   |
| Berazategui            | 1 - 0        | Atlas             | 10.10.2023   |
| Sp. Italiano           | 3 - 1        | Yupanqui          | 10.10.2023   |
| Dep. Español           | 4 - 0        | Puerto Nuevo      | 10.10.2023   |
| Claypole               | 1 - 2        | Midland           | 10.10.2023   |
| Riposa: Gral. Lamadrid |              |                   |              |

## Spareggio per la prima posizione
Avendo concluso il campionato a pari punti in classifica, per determinare la 1ª posizione l'Excursionistas e il San Martín di Burzaco hanno disputato uno spareggio in gara unica e in campo neutro dal quale l'Excursionistas è uscito vincitore. In tal modo i biancoverdi hanno ottenuto il titolo di campione del torneo di Primera C 2023-2024.
| Arbitro: | Jonathan De Oto |

|              |           |  |
| Villagra 69’ | Marcatori |  |

## Torneo reducido

### Tabellone
|  | Quarti di finale (14-28 ottobre) | Quarti di finale (14-28 ottobre) | Quarti di finale (14-28 ottobre) | Quarti di finale (14-28 ottobre) | Quarti di finale (14-28 ottobre) |  |  | Semifinali (4-11 novembre) | Semifinali (4-11 novembre) | Semifinali (4-11 novembre) | Semifinali (4-11 novembre) | Semifinali (4-11 novembre) |   |   | Finale (18 e 25 novembre) | Finale (18 e 25 novembre) | Finale (18 e 25 novembre) | Finale (18 e 25 novembre) | Finale (18 e 25 novembre) |  |
|  |                                  |                                  |                                  |                                  |                                  |  |  |                            |                            |                            |                            |                            |   |   |                           |                           |                           |                           |                           |  |
|  | 4                                | Liniers                          | 2                                | 1                                | 3                                |  |  |                            |                            |                            |                            |                            |   |   |                           |                           |                           |                           |                           |  |
|  | 11                               | Real Pilar                       | 1                                | 1                                | 2                                |  |  | 4                          | Liniers                    | 1                          | 1                          | 2                          |   |   |                           |                           |                           |                           |                           |  |
|  | 5                                | Ferrocarril Midland              | 1                                | 5                                | 6                                |  |  | 7                          | J.J. de Urquiza            | 0                          | 1                          | 1                          |   |   |                           |                           |                           |                           |                           |  |
|  | 10                               | Atlas                            | 1                                | 0                                | 1                                |  |  |                            |                            |                            |                            |                            |   |   | 4                         | Liniers                   | 0                         | 1                         | 1                         |  |
|  | 6                                | Sp. Italiano (r)                 | 1                                | 2                                | 3 (5)                            |  |  |                            |                            | 5                          | Ferrocarril Midland        | 2                          | 3 | 5 |                           |                           |                           |                           |                           |  |
|  | 9                                | Gen. Lamadrid                    | 1                                | 2                                | 3 (4)                            |  |  | 5                          | Ferrocarril Midland        | 1                          | 1                          | 2                          |   |   |                           |                           |                           |                           |                           |  |
|  | 7                                | J.J. de Urquiza                  | 3                                | 4                                | 7                                |  |  | 6                          | Sp. Italiano               | 0                          | 0                          | 0                          |   |   |                           |                           |                           |                           |                           |  |
|  | 8                                | Claypole                         | 1                                | 0                                | 1                                |  |  |                            |                            |                            |                            |                            |   |   |                           |                           |                           |                           |                           |  |

### Quarti di finale
Ai quarti di finale del Torneo reducido hanno preso parte 8 squadre, ovvero le squadre classificatesi tra il 4º e l'11º posto. Gli accoppiamenti sono stati determinati sulla base della classifica finale: la 4ª contro l'11ª classificata, la 5ª contro la 10ª, la 6ª contro la 9ª e la 7ª contro l'8ª. Ogni sfida si è disputa in due gare di andata e ritorno, con il vantaggio per la squadra meglio classificata di disputare la gara di ritorno in casa. Al termine dei tempi regolamentari, in caso di permanenza della parità si sono disputati i calci di rigore.

#### Risultati
| Arbitro: | Lucas Brumer |

|            |           |                   |
| Benítez 6’ | Marcatori | 45+3’ Campostrini |

| Arbitro: | Jonathan De Oto |

|                                                  |                      |                                                         |
| Robaldo 49’ (rig.) Noriega 70’                   | Marcatori            | 7’ Ruiz 59’ Apa                                         |
| Dubini Rossi Robaldo Noriega Benítez Rojas Ojeda | Tiri di rigore 5 – 4 | Sarandeses Acuña M. López Apa Acosta Martínez Rodríguez |

Dopo le due gare di andata e ritorno, permanendo il risultato aggregato in parità (3-3), si sono resi necessari i calci di rigore dai quali è uscito vincitore lo Sportivo Italiano, che battendo il General Lamadrid si è qualificato alle semifinali del torneo reducido.
| Arbitro: | Gabriel Gutiérrez |

|                   |           |                        |
| Crocco 38’ (rig.) | Marcatori | 55’ Seguer 60’ Dimotta |

| Arbitro: | Guido Mascheroni |

|            |           |              |
| Torres 83’ | Marcatori | 4’ Samaniego |

Con il punteggio aggregato di 3-2, il Liniers si è qualificato alle semifinali del torneo reducido.
| Arbitro: | Damián Rubino |

|                   |           |                                            |
| Acosta 10’ (rig.) | Marcatori | 68’ Cueto 87’ Villalba 90+3’ (rig.) Rivero |

| Arbitro: | Sebastián Habib |

|                                             |           |  |
| Alonso 10’ Montoya 14’ Rivero 61’ Cueto 86’ | Marcatori |  |

Con il punteggio aggregato di 7-1, il J.J. de Urquiza si è qualificato alle semifinali del torneo reducido.
| Arbitro: | Fernando Cruz |

|              |           |                      |
| Ceballos 87’ | Marcatori | 61’ Francisco Molina |

| Arbitro: | Nicolás Kresta |

|                                                                     |           |  |
| Vivanco 45+19’ (rig.) Siliman 54’ Vivanco 67’ Visco 71’ Visco 90+2’ | Marcatori |  |

Con il punteggio aggregato di 6-1, il Ferrocarril Midland si è qualificato alle semifinali del torneo reducido.

### Semifinali
Alle semifinali del Torneo reducido, come nel caso dei quarti di finale, le 4 squadre partecipanti sono state accoppiate tenendo conto della classifica finale, facendo affrontare la 1ª classificata contro la 4ª e la 2ª contro la 3ª. Ogni sfida si è disputata sulla lunghezza di due gare di andata e ritorno, con il vantaggio per la squadra meglio classificata di disputare la gara di ritorno in casa. Al termine dei tempi regolamentari, in caso di permanenza della parità il regolamento prevedeva la disputa dei calci di rigore.

#### Risultati
| Arbitro: | Nicolás Mastroieni |

|  |           |            |
|  | Marcatori | 86’ Torres |

| Arbitro: | Julián Jerez |

|             |           |              |
| Palacio 63’ | Marcatori | 76’ Villalba |

Con il punteggio aggregato di 2-1, il Liniers si è qualificato alla finale del Torneo reducido.
| Arbitro: | Marcos Recalde |

|  |           |                      |
|  | Marcatori | 79’ Francisco Molina |

| Arbitro: | Guido Mascheroni |

|                     |           |  |
| Francisco Molina 6’ | Marcatori |  |

Con il punteggio aggregato di 2-0, il Ferrocarril Midland si è qualificato alla finale del Torneo reducido.

### Finale
Alla finale del Torneo reducido hanno avuto diritto di partecipare le 2 squadre vincitrici delle sfide di semifinale. Come per gli altri turni, anche nel caso della finale si sono disputate due gare di andata e ritorno, con il vantaggio per la squadra meglio classificata di disputare la gara di ritorno in casa. Al termine dei tempi regolamentari, in caso di permanenza della parità il regolamento prevedeva la disputa dei calci di rigore.

#### Risultati
| Arbitro: | Wenceslao Meneses |

|                                  |           |  |
| Icazatti 15’ (aut.) Méndez 90+8’ | Marcatori |  |

| Arbitro: | Gonzalo Pereira |

|            |           |                                                     |
| Varela 78’ | Marcatori | 20’ (rig.) Vivanco 56’ Francisco Molina 90+2’ Ruano |

Con il risultato aggregato di 5-1 a suo favore, il Ferrocarril Midland ha vinto il Torneo reducido ottenendo in tal modo la promozione in Primera B.

## Statistiche

### Classifica marcatori
| Gol |  |  | Giocatore           | Squadra        |
| --- |  |  | ------------------- | -------------- |
| 17  |  |  | Antony Alonso       | JJ Urquiza     |
| 17  |  |  | Gonzalo Vivanco     | Midland        |
| 16  |  |  | Leonel Barrios      | Excursionistas |
| 15  |  |  | Francisco Molina    | Midland        |
| 14  |  |  | Claudio Campostrini | Gen. Lamadrid  |
| 14  |  |  | Fernando Maldonado  | Atlas          |
| 14  |  |  | Marcos Landaburu    | Atlas          |
| 14  |  |  | Rodrigo Sánchez     | Lujan          |